# Karshomyia ramosa
Karshomyia ramosa är en tvåvingeart som först beskrevs av Jean-Jacques Kieffer 1904.  Karshomyia ramosa ingår i släktet Karshomyia och familjen gallmyggor.
Artens utbredningsområde är Frankrike. Inga underarter finns listade i Catalogue of Life.